# Открытый Кубок России по волейболу среди мужчин 2009
Открытый Кубок России по волейболу памяти Константина Кузьмича Ревы — соревнование российских мужских клубов и сборных команд Беларуси, Казахстана, Латвии и Украины, организованное Всероссийской федерацией волейбола. Турнир проводился со 2 сентября по 27 декабря 2009 года.

## Предварительный этап
К участию в Кубке с предварительного этапа были допущены 23 команды: 12 представителей Суперлиги и 11 коллективов высшей лиги «А». Соревнования проводились в четырёх зонах, сформированных по территориальному принципу. Команды играли в два круга: представители зоны Москвы по системе с разъездами, остальные — по туровой системе. Команды, занявшие в своих группах места с 1-го по 4-е, вышли в полуфинальный этап.
При этом, согласно регламенту, клубы, из которых в сборную России было вызвано не менее трёх игроков, должны были выйти в полуфинал независимо от результата. Однако и «Динамо», откомандировавшее в сборную Семёна Полтавского, Сергея Гранкина, Александра Волкова и Юрия Бережко, и «Зенит», игравший на туре в Уфе без Алексея Вербова, Сергей Тетюхина и Алексея Черемисина, смогли выйти в полуфинал на общих основаниях, по спортивному принципу.

### Зона Москвы
В этой зоне уверенную победу одержал новоуренгойский «Факел», несмотря на отсутствие в команде игроков сборной США Кевина Хансена и Шона Руни, а также Александра Косарева. Важные победы над «Искрой» команда одержала и без своего главного тренера Бориса Колчинса, работавшего в штабе национальной сборной России на чемпионате Европы.
|                                  | 1        | 2        | 3        | 4        | 5        | И | В | П | С/П   | О  |
| -------------------------------- | -------- | -------- | -------- | -------- | -------- | - | - | - | ----- | -- |
| 1. «Факел» (Новый Уренгой)       |          | 3:2, 3:0 | 3:1, 3:1 | 3:2, 3:0 | 3:1, 3:1 | 8 | 8 | 0 | 24:8  | 16 |
| 2. «Искра» (Одинцово)            | 2:3, 0:3 |          | 1:3, 3:0 | 1:3, 3:1 | 3:0, 3:0 | 8 | 4 | 4 | 16:13 | 12 |
| 3. «Динамо-Янтарь» (Калининград) | 1:3, 1:3 | 3:1, 0:3 |          | 0:3, 3:0 | 3:1, 3:1 | 8 | 4 | 4 | 14:15 | 12 |
| 4. «Динамо» (Москва)             | 2:3, 0:3 | 3:1, 1:3 | 3:0, 0:3 |          | 0:3, 3:0 | 8 | 3 | 5 | 12:16 | 11 |
| 5. МГТУ (Москва)                 | 1:3, 1:3 | 0:3, 0:3 | 1:3, 1:3 | 3:0, 0:3 |          | 8 | 1 | 7 | 7:21  | 9  |

2 сентября. МГТУ — «Динамо» — 3:0 (26:24, 26:24, 25:23).

3 сентября. «Динамо» — МГТУ — 3:0 (25:19, 25:14, 26:24).

6 сентября. «Динамо» — «Динамо-Янтарь» — 3:0 (25:23, 25:22, 25:23).

8 сентября. «Динамо-Янтарь» — «Динамо» — 3:0 (25:21, 25:17, 25:18). МГТУ — «Искра» — 0:3 (17:25, 22:25, 23:25).

10 сентября. «Динамо-Янтарь» — МГТУ — 3:1 (25:20, 25:23, 22:25, 25:19).

12 сентября. МГТУ — «Динамо-Янтарь» — 1:3 (20:25, 22:25, 25:23, 18:25). «Факел» — «Искра» — 3:2 (18:25, 15:25, 25:16, 25:23, 15:8).

13 сентября. «Искра» — «Факел» — 0:3 (26:28, 21:25, 22:25).

16 сентября. «Факел» — «Динамо» — 3:2 (25:23, 25:22, 20:25, 20:25, 15:11). «Динамо-Янтарь» — «Искра» — 3:1 (25:21, 25:23, 25:27, 25:15).

17 сентября. «Искра» — «Динамо-Янтарь» — 3:0 (26:24, 25:19, 25:19). «Динамо» — «Факел» — 0:3 (22:25, 23:25, 21:25).

20 сентября. «Динамо-Янтарь» — «Факел» — 1:3 (25:14, 22:25, 19:25, 18:25).

22 сентября. «Факел» — «Динамо-Янтарь» — 3:1 (20:25, 25:13, 25:20, 26:24).

23 сентября. «Динамо» — «Искра» — 3:1 (32:34, 25:13, 25:22, 25:21).

24 сентября. «Искра» — «Динамо» — 3:1 (25:20, 25:15, 19:25, 25:22). «Факел» — МГТУ — 3:1 (25:20, 25:22, 19:25, 25:21).

25 сентября. МГТУ — «Факел» — 1:3 (23:25, 25:22, 23:25, 11:25).

27 сентября. «Искра» — МГТУ — 3:0 (25:21, 25:20, 25:20).

### Зона Северо-Запада и Юга
«Ярославич», выступавший в объединённой зоне «Северо-Запад и Юг», оказался единственным клубом Суперлиги, не сумевшим выйти в полуфинальный этап. Игравшая без Максима Михайлова, а в первом круге и без Вадима Хамутцких, ярославская команда проиграла борьбу за выход в полуфинал новокуйбышевской НОВЕ. Волейболисты из Самарской области совершили маленький спортивный подвиг: проиграв все матчи первого круга в Санкт-Петербурге, во втором круге смогли наверстать упущенное и зацепиться за 4-е место.
|                                     | 1        | 2        | 3        | 4        | 5        | 6        | И  | В  | П | С/П   | О  |
| ----------------------------------- | -------- | -------- | -------- | -------- | -------- | -------- | -- | -- | - | ----- | -- |
| 1. «Локомотив-Белогорье» (Белгород) |          | 3:2, 3:0 | 3:0, 3:0 | 3:0, 3:0 | 3:2, 3:0 | 3:1, 3:0 | 10 | 10 | 0 | 30:5  | 20 |
| 2. ГУВД-«Динамо» (Краснодар)        | 2:3, 0:3 |          | 1:3, 3:0 | 3:1, 2:3 | 3:1, 3:0 | 3:1, 3:0 | 10 | 6  | 4 | 23:15 | 16 |
| 3. «Автомобилист» (Санкт-Петербург) | 0:3, 0:3 | 3:1, 0:3 |          | 3:2, 2:3 | 3:2, 1:3 | 3:0, 3:1 | 10 | 5  | 5 | 18:21 | 15 |
| 4. НОВА (Новокуйбышевск)            | 0:3, 0:3 | 1:3, 3:2 | 2:3, 3:2 |          | 2:3, 3:0 | 2:3, 3:1 | 10 | 4  | 6 | 19:23 | 14 |
| 5. «Ярославич» (Ярославль)          | 2:3, 0:3 | 1:3, 0:3 | 2:3, 3:1 | 3:2, 0:3 |          | 3:0, 2:3 | 10 | 3  | 7 | 16:24 | 13 |
| 6. «Динамо-ЛО» (Сосновый Бор)       | 1:3, 0:3 | 1:3, 0:3 | 0:3, 1:3 | 3:2, 1:3 | 0:3, 3:2 |          | 10 | 2  | 8 | 10:28 | 12 |

Санкт-Петербург

8 сентября. «Ярославич» — «Динамо-ЛО» — 3:0 (25:17, 25:22, 25:16). НОВА — ГУВД-«Динамо» — 1:3 (25:20, 20:25, 17:25, 25:27). «Локомотив-Белогорье» — «Автомобилист» — 3:0 (25:20, 25:20, 25:17).

9 сентября. «Динамо-ЛО» — НОВА — 3:2 (17:25, 14:25, 25:21, 25:18, 15:12). «Локомотив-Белогорье» — «Ярославич» — 3:2 (27:25, 20:25, 18:25, 25:19, 15:11). «Автомобилист» — ГУВД-«Динамо» — 3:1 (25:22, 21:25, 25:22, 25:22).

10 сентября. НОВА — «Локомотив-Белогорье» — 0:3 (11:25, 20:25, 12:25). ГУВД-«Динамо» — «Динамо-ЛО» — 3:1 (16:25, 25:19, 25:21, 25:18). «Ярославич» — «Автомобилист» — 2:3 (21:25, 26:24, 25:22, 22:25, 7:15).

12 сентября. «Локомотив-Белогорье» — ГУВД-«Динамо» — 3:2 (22:25, 25:18, 30:32, 25:22, 16:14). «Ярославич» — НОВА — 3:2 (23:25, 27:25, 22:25, 25:22, 15:11). «Автомобилист» — «Динамо-ЛО» — 3:0 (25:19, 26:24, 25:14).

13 сентября. ГУВД-«Динамо» — «Ярославич» — 3:1 (20:25, 25:22, 25:16, 25:17). «Динамо-ЛО» — «Локомотив-Белогорье» — 1:3 (13:25, 25:18, 22:25, 17:25). НОВА — «Автомобилист» — 2:3 (21:25, 24:26, 25:21, 25:14, 9:15).
Белгород

22 сентября. «Динамо-ЛО» — «Ярославич» — 3:2 (20:25, 26:24, 23:25, 25:15, 15:12). ГУВД-«Динамо» — НОВА — 2:3 (22:25, 25:17, 17:25, 31:29, 13:15). «Автомобилист» — «Локомотив-Белогорье» — 0:3 (21:25, 20:25, 21:25).

23 сентября. НОВА — «Динамо-ЛО» — 3:1 (25:19, 23:25, 25:18, 25:16). ГУВД-«Динамо» — Автомобилист — 3:0 (25:16, 25:16, 25:18). «Ярославич» — «Локомотив-Белогорье» — 0:3 (22:25, 20:25, 14:25).

24 сентября. «Динамо-ЛО» — ГУВД-«Динамо» — 0:3 (18:25, 22:25, 15:25). «Автомобилист» — «Ярославич» — 1:3 (25:27, 27:25, 22:25, 23:25). «Локомотив-Белогорье» — НОВА — 3:0 (25:18, 25:16, 26:24).

25 сентября. НОВА — «Ярославич» — 3:0 (25:18, 25:21, 26:24). «Динамо-ЛО» — «Автомобилист» — 1:3 (13:25, 15:25, 25:22, 20:25). ГУВД-«Динамо» — «Локомотив-Белогорье» — 0:3 (17:25, 11:25, 22:25).

26 сентября. «Ярославич» — ГУВД-«Динамо» — 0:3 (22:25, 22:25, 22:25). «Автомобилист» — НОВА — 2:3 (29:27, 14:25, 25:18, 15:25, 9:15). «Локомотив-Белогорье» — «Динамо-ЛО» — 3:0 (25:21, 25:22, 25:10).

### Зона Урала
Главная неожиданность тура — поражение выступавшего практически в оптимальном составе чемпиона страны казанского «Зенита» от ТНК-BP. Оренбургский клуб, проваливший, как и НОВА, первый круг, сумел выйти в полуфинал, опередив «Прикамье» только по лучшему соотношению выигранных и проигранных очков (у ТНК-ВР 774:850=0,911, у пермяков 747:833=0,897).
|                                       | 1        | 2        | 3        | 4        | 5        | 6        | И  | В | П | С/П   | О  |
| ------------------------------------- | -------- | -------- | -------- | -------- | -------- | -------- | -- | - | - | ----- | -- |
| 1. «Зенит» (Казань)                   |          | 3:2, 3:2 | 3:0, 3:1 | 3:0, 1:3 | 3:1, 3:0 | 3:0, 3:0 | 10 | 9 | 1 | 28:9  | 19 |
| 2. «Урал» (Уфа)                       | 2:3, 2:3 |          | 2:3, 3:1 | 3:0, 3:1 | 3:0, 3:0 | 3:0, 3:0 | 10 | 7 | 3 | 27:11 | 17 |
| 3. «Локомотив-Изумруд» (Екатеринбург) | 0:3, 1:3 | 3:2, 1:3 |          | 3:0, 3:1 | 3:0, 3:2 | 3:0, 3:0 | 10 | 7 | 3 | 23:14 | 17 |
| 4. ТНК-BP (Оренбург)                  | 0:3, 3:1 | 0:3, 1:3 | 0:3, 1:3 |          | 1:3, 3:1 | 1:3, 3:0 | 10 | 3 | 7 | 13:23 | 13 |
| 5. «Прикамье» (Пермь)                 | 1:3, 0:3 | 0:3, 0:3 | 0:3, 2:3 | 3:1, 1:3 |          | 3:0, 3:1 | 10 | 3 | 7 | 13:23 | 13 |
| 6. «Урал»-2 (Уфа)                     | 0:3, 0:3 | 0:3, 0:3 | 0:3, 0:3 | 3:1, 0:3 | 0:3, 1:3 |          | 10 | 1 | 9 | 4:28  | 11 |

Уфа

8 сентября. «Зенит» — ТНК-BP — 3:0 (25:16, 25:23, 25:21). «Прикамье» — «Локомотив-Изумруд» — 0:3 (17:25, 22:25, 17:25). «Урал» — «Урал»-2 — 3:0 (25:18, 25:14, 25:22).

9 сентября. ТНК-BP — «Прикамье» — 1:3 (25:15, 18:25, 20:25, 27:29). «Урал»-2 — «Локомотив-Изумруд» — 0:3 (17:25, 21:25, 19:25). «Зенит» — «Урал» — 3:2 (25:18, 25:23, 14:25, 19:25, 15:13).

10 сентября. «Прикамье» — «Урал»-2 — 3:0 (25:23, 25:23, 25:17). «Локомотив-Изумруд» — «Зенит» — 0:3 (24:26, 24:26, 16:25). «Урал» — ТНК-BP — 3:0 (25:17, 25:18, 25:21).

12 сентября. ТНК-BP — «Урал»-2 — 1:3 (21:25, 17:25, 25:23, 20:25). «Зенит» — «Прикамье» — 3:1 (25:16, 14:25, 25:16, 25:19). «Урал» — «Локомотив-Изумруд» — 2:3 (28:30, 24:26, 25:14, 25:17, 18:20).

13 сентября. «Урал»-2 — «Зенит» — 0:3 (23:25, 20:25, 19:25). «Локомотив-Изумруд» — ТНК-BP — 3:0 (25:15, 25:17, 25:20). «Прикамье» — «Урал» — 0:3 (17:25, 14:25, 17:25).
Екатеринбург

22 сентября. «Урал»-2 — «Урал» — 0:3 (19:25, 23:25, 20:25). ТНК-BP — «Зенит» — 3:1 (25:22, 28:26, 15:25, 25:22). «Локомотив-Изумруд» — «Прикамье» — 3:2 (25:17, 25:27, 21:25, 25:23, 15:9).

23 сентября. «Урал» — «Зенит» — 2:3 (20:25, 25:23, 18:25, 25:22, 14:16). «Прикамье» — ТНК-BP — 1:3 (17:25, 22:25, 28:26, 24:26). «Локомотив-Изумруд» — «Урал»-2 — 3:0 (25:17, 25:18, 25:18).

24 сентября. ТНК-BP — «Урал» — 1:3 (17:25, 21:25, 25:17, 20:25). «Урал»-2 — «Прикамье» — 1:3 (25:21, 19:25, 13:25, 21:25). «Зенит» — «Локомотив-Изумруд» — 3:1 (27:29, 25:23, 25:22, 25:21).

26 сентября. «Урал»-2 — ТНК-BP — 0:3 (20:25, 19:25, 21:25). «Прикамье» — «Зенит» — 0:3 (14:25, 22:25, 19:25). «Локомотив-Изумруд» — «Урал» — 1:3 (20:25, 25:20, 17:25, 23:25).

27 сентября. «Зенит» — «Урал»-2 — 3:0 (25:14, 25:18, 25:15). «Урал» — «Прикамье» — 3:0 (25:16, 25:23, 25:16). ТНК-BP — «Локомотив-Изумруд» — 1:3 (25:20, 20:25, 20:25, 14:25).

### Зона Сибири
Первые матчи в своей истории провёл клуб «Тюмень». Задачу по выходу в полуфинал подопечные Юрия Короткевича решили только в последний день в матче с «Югрой-Самотлором». Интригу этому противостоянию придали события лета 2009 года, когда из-за отказа нижневартовской команды выступать в Суперлиге, её место в элитном дивизионе было предоставлено новообразованной «Тюмени». На разных сторонах площадки оказались Юрий Короткевич и его вчерашний помощник Эдуард Мерман, друг против друга играли волейболисты, ранее выступавшие за одну команду. Молодая нижневартовская дружина проявила характер, но всё же уступила с минимальным счётом на тай-брейке.
|                                    | 1        | 2        | 3        | 4        | 5        | 6        | И  | В  | П | С/П   | О  |
| ---------------------------------- | -------- | -------- | -------- | -------- | -------- | -------- | -- | -- | - | ----- | -- |
| 1. «Локомотив» (Новосибирск)       |          | 3:0, 3:1 | 3:1, 3:0 | 3:1, 3:0 | 3:0, 3:2 | 3:1, 3:0 | 10 | 10 | 0 | 30:6  | 20 |
| 2. «Кузбасс» (Кемерово)            | 0:3, 1:3 |          | 2:3, 0:3 | 3:2, 3:1 | 3:1, 3:0 | 3:0, 3:0 | 10 | 6  | 4 | 21:16 | 16 |
| 3. «Газпром-Югра» (Сургут)         | 1:3, 0:3 | 3:2, 3:0 |          | 3:1, 1:3 | 3:2, 3:1 | 1:3, 3:2 | 10 | 6  | 4 | 21:20 | 16 |
| 4. «Тюмень» (Тюмень)               | 1:3, 0:3 | 2:3, 1:3 | 1:3, 3:1 |          | 2:3, 3:2 | 3:0, 3:2 | 10 | 4  | 6 | 19:23 | 14 |
| 5. «Югра-Самотлор» (Нижневартовск) | 0:3, 2:3 | 1:3, 0:3 | 2:3, 1:3 | 3:2, 2:3 |          | 3:1, 3:1 | 10 | 3  | 7 | 17:25 | 13 |
| 6. «Дорожник» (Красноярск)         | 1:3, 0:3 | 0:3, 0:3 | 3:1, 2:3 | 0:3, 2:3 | 1:3, 1:3 |          | 10 | 1  | 9 | 10:28 | 11 |

Сургут

8 сентября. «Локомотив» — «Югра-Самотлор» — 3:0 (25:16, 25:19, 25:18). «Тюмень» — «Кузбасс» — 2:3 (22:25, 25:22, 25:17, 25:27, 11:15). «Газпром-Югра» — «Дорожник» — 1:3 (23:25, 25:27, 25:23, 23:25).

9 сентября. «Тюмень» — «Дорожник» — 3:0 (25:23, 25:22, 25:21). «Кузбасс» — «Югра-Самотлор» — 3:1 (25:20, 25:18, 14:25, 25:22). «Локомотив» — «Газпром-Югра» — 3:1 (24:26, 25:21, 30:28, 25:16).

10 сентября. «Кузбасс» — «Дорожник» — 3:0 (25:22, 25:15, 25:22). «Локомотив» — «Тюмень» — 3:1 (25:22, 25:27, 32:30, 25:20). «Газпром-Югра» — «Югра-Самотлор» — 3:2 (25:27, 25:19, 24:26, 25:21, 15:12).

12 сентября. «Локомотив» — «Кузбасс» — 3:0 (25:21, 25:22, 25:23). «Югра-Самотлор» — «Дорожник» — 3:1 (25:23, 29:31, 25:23, 25:19). «Газпром-Югра» — «Тюмень» — 3:1 (25:16, 25:20, 24:26, 25:23).

13 сентября. «Локомотив» — «Дорожник» — 3:1 (25:16, 25:22, 20:25, 25:19). «Югра-Самотлор» — «Тюмень» — 3:2 (25:20, 20:25, 25:20, 18:25, 15:3). «Кузбасс» — «Газпром-Югра» — 2:3 (20:25, 22:25, 25:19, 28:26, 15:17).
Новосибирск

22 сентября. «Кузбасс» — «Тюмень» — 3:1 (25:19, 24:26, 25:21, 25:21). «Дорожник» — «Газпром-Югра» — 2:3 (25:21, 25:23, 23:25, 23:25, 12:15). «Югра-Самотлор» — «Локомотив» — 2:3 (27:25, 15:25, 24:26, 25:21, 14:16).

23 сентября. «Дорожник» — «Тюмень» — 2:3 (25:23, 21:25, 16:25, 25:23, 12:15). «Югра-Самотлор» — «Кузбасс» — 0:3 (15:25, 22:25, 22:25). «Газпром-Югра» — «Локомотив» — 0:3 (18:25, 20:25, 18:25).

24 сентября. «Югра-Самотлор» — «Газпром-Югра» — 1:3 (19:25, 23:25, 25:21, 16:25). «Дорожник» — «Кузбасс» — 0:3 (21:25, 20:25, 19:25). «Тюмень» — «Локомотив» — 0:3 (13:25, 23:25, 22:25).

26 сентября. «Тюмень» — «Газпром-Югра» — 3:1 (25:23, 25:18, 22:25, 25:21). «Дорожник» — «Югра-Самотлор» — 1:3 (25:17, 23:25, 24:26, 26:28). «Кузбасс» — «Локомотив» — 1:3 (23:25, 27:25, 21:25, 21:25).

27 сентября. «Тюмень» — «Югра-Самотлор» — 3:2 (25:17, 17:25, 23:25, 27:25, 15:13). «Газпром-Югра» — «Кузбасс» — 3:0 (25:23, 25:23, 25:23). «Дорожник» — «Локомотив» — 0:3 (14:25, 20:25, 20:25).

## Полуфинальный этап
К 16 командам, преодолевшим барьер предварительного этапа, на этой стадии добавились 4 коллектива из ближнего зарубежья, которые по разным обстоятельствам не смогли выступить в оптимальных составах. По результатам соревнований в группах восьмёрка сильнейших команд (по две из каждой группы) получила возможность продолжить борьбу за Кубок.

### Группа А
В Казани тепло встречали Виктора Сидельникова — тренера, проработавшего с местным клубом, носившим в то время название «Динамо-Таттрансгаз», на протяжении семи лет. Теперь он приехал в качестве наставника сборной Беларуси, составленной на базе жлобинского «Металлурга» — чемпиона страны и четвертьфиналиста Кубка вызова и усиленной двумя игроками из гомельского ГВК. Белорусы не смогли вмешаться в спор лидеров, который довольно неожиданно выиграла сургутская команда «Газпром-Югра».
|                                     | 1   | 2   | 3   | 4   | 5   | И | В | П | С/П  | О |
| ----------------------------------- | --- | --- | --- | --- | --- | - | - | - | ---- | - |
| 1. «Газпром-Югра» (Сургут)          |     | 3:2 | 3:1 | 3:1 | 3:0 | 4 | 4 | 0 | 12:4 | 8 |
| 2. «Зенит» (Казань)                 | 2:3 |     | 3:0 | 3:0 | 3:0 | 4 | 3 | 1 | 11:3 | 7 |
| 3. «Тюмень» (Тюмень)                | 1:3 | 0:3 |     | 3:0 | 3:1 | 4 | 2 | 2 | 7:7  | 6 |
| 4. «Автомобилист» (Санкт-Петербург) | 1:3 | 0:3 | 0:3 |     | 3:2 | 4 | 1 | 3 | 4:11 | 5 |
| 5. Сборная Беларуси                 | 0:3 | 0:3 | 1:3 | 2:3 |     | 4 | 0 | 4 | 3:12 | 4 |

Казань

27 октября. «Газпром-Югра» — сборная Беларуси — 3:0 (25:21, 25:18, 25:18). «Тюмень» — «Автомобилист» — 3:0 (25:21, 25:21, 25:18).

28 октября. Сборная Беларуси — «Тюмень» — 1:3 (25:23, 22:25, 24:26, 24:26). «Зенит» — «Газпром-Югра» — 2:3 (25:22, 21:25, 18:25, 25:15, 14:16).

29 октября. «Автомобилист» — сборная Беларуси — 3:2 (21:25, 21:25, 25:20, 25:23, 15:10). «Зенит» — «Тюмень» — 3:0 (25:23, 25:18, 25:22).

30 октября. «Газпром-Югра» — «Тюмень» — 3:1 (25:22, 23:25, 28:26, 25:21). «Зенит» — «Автомобилист» — 3:0 (25:18, 28:26, 25:20).

31 октября. «Зенит» — сборная Беларуси — 3:0 (25:17, 25:23, 25:13). «Автомобилист» — «Газпром-Югра» — 1:3 (24:26, 19:25, 27:25, 23:25).

### Группа Б
Под флагом сборной Украины на турнире выступал 10-кратный чемпион страны харьковский «Локомотив». На домашней арене вне конкуренции оказался уфимский «Урал».
|                          | 1   | 2   | 3   | 4   | 5   | И | В | П | С/П  | О |
| ------------------------ | --- | --- | --- | --- | --- | - | - | - | ---- | - |
| 1. «Урал» (Уфа)          |     | 3:1 | 3:0 | 3:1 | 3:1 | 4 | 4 | 0 | 12:3 | 8 |
| 2. «Искра» (Одинцово)    | 1:3 |     | 3:0 | 3:0 | 3:1 | 4 | 3 | 1 | 10:4 | 7 |
| 3. ТНК-BP (Оренбург)     | 0:3 | 0:3 |     | 3:1 | 3:2 | 4 | 2 | 2 | 6:9  | 6 |
| 4. Сборная Украины       | 1:3 | 0:3 | 1:3 |     | 3:0 | 4 | 1 | 3 | 5:9  | 5 |
| 5. НОВА (Новокуйбышевск) | 1:3 | 1:3 | 2:3 | 0:3 |     | 4 | 0 | 4 | 4:12 | 4 |

Уфа

28 октября. НОВА — ТНК-BP — 2:3 (20:25, 18:25, 31:29, 25:15, 8:15). «Урал» — сборная Украины — 3:1 (25:21, 26:28, 25:20, 25:17).

29 октября. НОВА — сборная Украины — 0:3 (22:25, 14:25, 23:25). «Искра» — «Урал» — 1:3 (21:25, 26:24, 21:25, 18:25).

30 октября. НОВА — «Искра» — 1:3 (18:25, 25:22, 16:25, 18:25). ТНК-BP — сборная Украины — 3:1 (21:25, 25:18, 25:19, 25:17).

31 октября. «Искра» — ТНК-BP — 3:0 (25:18, 25:15, 25:17). «Урал» — НОВА — 3:1 (19:25, 25:19, 25:18, 30:28).

1 ноября. «Искра» — сборная Украины — 3:0 (25:21, 25:17, 25:22). «Урал» — ТНК-BP — 3:0 (25:23, 25:17, 25:22).

### Группа В
В группе В борьба была наиболее упорной и шла до последнего дня — турнирная ситуация оказалась запутанной из-за поражения «Факела» от ГУВД-«Динамо». Сборная Казахстана под руководством заслуженного тренера СССР Геннадия Паршина выступала без своих лидеров Святослава Миклашевича и Марата Имангалиева.
|                                       | 1   | 2   | 3   | 4   | 5   | И | В | П | С/П  | О |
| ------------------------------------- | --- | --- | --- | --- | --- | - | - | - | ---- | - |
| 1. «Локомотив» (Новосибирск)          |     | 2:3 | 3:1 | 3:1 | 3:0 | 4 | 3 | 1 | 11:5 | 7 |
| 2. «Факел» (Новый Уренгой)            | 3:2 |     | 3:0 | 3:1 | 1:3 | 4 | 3 | 1 | 10:6 | 7 |
| 3. «Локомотив-Изумруд» (Екатеринбург) | 1:3 | 0:3 |     | 3:0 | 3:0 | 4 | 2 | 2 | 7:6  | 6 |
| 4. Сборная Казахстана                 | 1:3 | 1:3 | 0:3 |     | 3:1 | 4 | 1 | 3 | 5:10 | 5 |
| 5. ГУВД-«Динамо» (Краснодар)          | 0:3 | 3:1 | 0:3 | 1:3 |     | 4 | 1 | 3 | 4:10 | 5 |

Новосибирск

28 октября. «Локомотив-Изумруд» — ГУВД-«Динамо» — 3:0 (25:20, 25:14, 25:17). «Локомотив» — сборная Казахстана — 3:1 (25:18, 25:17, 23:25, 25:21).

29 октября. «Локомотив-Изумруд» — сборная Казахстана — 3:0 (25:21, 25:19, 25:20). «Факел» — «Локомотив» — 3:2 (17:25, 25:27, 25:22, 25:21, 15:11).

30 октября. «Факел» — «Локомотив-Изумруд» — 3:0 (25:20, 25:22, 25:18). ГУВД-«Динамо» — сборная Казахстана — 1:3 (25:18, 26:28, 22:25, 23:25).

31 октября. «Факел» — ГУВД-«Динамо» — 1:3 (23:25, 18:25, 25:13, 18:25). «Локомотив» — «Локомотив-Изумруд» — 3:1 (25:17, 25:22, 16:25, 25:22).

1 ноября. «Факел» — сборная Казахстана — 3:1 (28:26, 25:22, 23:25, 25:21). «Локомотив» — ГУВД-«Динамо» — 3:0 (25:17, 25:20, 25:20).

### Группа Г
Калининградская команда «Динамо-Янтарь» принимала соперников в новом спорткомплексе «Янтарный». Хозяева арены выиграли все матчи и заняли первое место, опередив столичное «Динамо» и оставив за бортом соревнований «Локомотив-Белогорье». Ни одной партии не смогла выиграть сборная Латвии, которую представляла команда «Биолар-Озолниеки», усиленная двумя волейболистами рижского «Ласе-Робежсардзе».
|                                     | 1   | 2   | 3   | 4   | 5   | И | В | П | С/П  | О |
| ----------------------------------- | --- | --- | --- | --- | --- | - | - | - | ---- | - |
| 1. «Динамо-Янтарь» (Калининград)    |     | 3:1 | 3:2 | 3:0 | 3:0 | 4 | 4 | 0 | 12:3 | 8 |
| 2. «Динамо» (Москва)                | 1:3 |     | 3:1 | 3:1 | 3:0 | 4 | 3 | 1 | 10:5 | 7 |
| 3. «Локомотив-Белогорье» (Белгород) | 2:3 | 1:3 |     | 3:1 | 3:0 | 4 | 2 | 2 | 9:7  | 6 |
| 4. «Кузбасс» (Кемерово)             | 0:3 | 1:3 | 1:3 |     | 3:0 | 4 | 1 | 3 | 5:9  | 5 |
| 5. Сборная Латвии                   | 0:3 | 0:3 | 0:3 | 0:3 |     | 4 | 0 | 4 | 0:12 | 4 |

Калининград

27 октября. «Динамо» — «Кузбасс» — 3:1 (25:18, 24:26, 25:13, 25:21). «Динамо-Янтарь» — сборная Латвии — 3:0 (25:18, 25:18, 25:17).

28 октября. «Кузбасс» — сборная Латвии — 3:0 (25:22, 25:19, 25:18). «Динамо» — «Локомотив-Белогорье» — 3:1 (19:25, 25:21, 25:19, 25:20).

29 октября. «Локомотив-Белогорье» — сборная Латвии — 3:0 (25:9, 25:17, 25:14). «Динамо-Янтарь» — «Кузбасс» — 3:0 (25:21, 25:23, 28:26).

30 октября. «Динамо» — сборная Латвии — 3:0 (25:21, 25:17, 25:21). «Динамо-Янтарь» — «Локомотив-Белогорье» — 3:2 (23:25, 25:22, 25:16, 19:25, 15:13).

31 октября. «Локомотив-Белогорье» — «Кузбасс» — 3:1 (25:21, 25:23, 19:25, 25:23). «Динамо-Янтарь» — «Динамо» — 3:1 (25:19, 20:25, 26:24, 25:20).

## Финальный этап
«Финал восьми» проходил в спорткомплексе «Янтарный» в Калининграде. Интересно, что четвёрка полуфиналистов оказалась в точности такой же, как и годом ранее, когда решающие матчи проходили в Новосибирске. При этом соперники по полуфиналам играли друг против друга неделю назад, в матчах 10-го тура чемпионата России. «Зенит» вновь оказался сильнее «Искры», а «Динамо» второй раз подряд всухую проиграло «Локомотиву».
Новосибирские железнодорожники продлили свою впечатляющую серию, выиграв первые две партии финального матча у «Зенита», но взять Кубок не смогли. Казанская команда в третий раз в своей истории стала обладателем этого почётного трофея.
|  | Четвертьфиналы  | Четвертьфиналы |          |          | Полуфиналы        | Полуфиналы        |  |  | Финал | Финал |
|  |                 |                |          |          |                   |                   |  |  |       |       |
|  |                 |                |          |          |                   |                   |  |  |       |       |
|  |                 |                |          |          |                   |                   |  |  |       |       |
|  | «Урал»          | 1              |          |          |                   |                   |  |  |       |       |
|  | «Урал»          | 1              |          |          |                   |                   |  |  |       |       |
|  | «Искра»         | 3              |          |          |                   |                   |  |  |       |       |
|  | «Искра»         | 3              | «Искра»  | 2        |                   |                   |  |  |       |       |
|  |                 |                | «Искра»  | 2        |                   |                   |  |  |       |       |
|  |                 | «Зенит»        | 3        |          |                   |                   |  |  |       |       |
|  | «Динамо-Янтарь» | «Зенит»        | 3        | 0        |                   |                   |  |  |       |       |
|  | «Динамо-Янтарь» |                |          | 0        |                   |                   |  |  |       |       |
|  | «Зенит»         | 3              |          |          |                   |                   |  |  |       |       |
|  | «Зенит»         | 3              | «Зенит»  | 3        |                   |                   |  |  |       |       |
|  |                 |                | «Зенит»  | 3        |                   |                   |  |  |       |       |
|  |                 | «Локомотив»    | 2        |          |                   |                   |  |  |       |       |
|  | «Газпром-Югра»  | «Локомотив»    | 2        | 0        |                   |                   |  |  |       |       |
|  | «Газпром-Югра»  |                |          | 0        |                   |                   |  |  |       |       |
|  | «Динамо»        | 3              |          |          |                   |                   |  |  |       |       |
|  | «Динамо»        | 3              | «Динамо» | 0        | Матч за 3-е место | Матч за 3-е место |  |  |       |       |
|  |                 |                | «Динамо» | 0        | Матч за 3-е место | Матч за 3-е место |  |  |       |       |
|  |                 | «Локомотив»    | 3        |          |                   |                   |  |  |       |       |
|  | «Локомотив»     | «Локомотив»    | 3        | 3        | «Искра»           | 0                 |  |  |       |       |
|  | «Локомотив»     |                |          | 3        | «Искра»           | 0                 |  |  |       |       |
|  | «Факел»         | 0              |          | «Динамо» | 3                 |                   |  |  |       |       |
|  | «Факел»         | 0              |          |          | 3                 |                   |  |  |       |       |
|  |                 |                |          |          |                   |                   |  |  |       |       |
|  |                 |                |          |          |                   |                   |  |  |       |       |

### Четвертьфиналы
24 декабря
| «Урал»          | 1:3 (24:26, 18:25, 25:23, 21:25) | «Искра» |
| «Динамо-Янтарь» | 0:3 (19:25, 18:25, 23:25)        | «Зенит» |

25 декабря
| «Газпром-Югра» | 0:3 (25:27, 18:25, 19:25) | «Динамо» |
| «Локомотив»    | 3:0 (25:17, 25:21, 25:13) | «Факел»  |

### Полуфиналы
26 декабря
| «Искра»  | 2:3 (25:21, 23:25, 25:23, 22:25, 10:15) | «Зенит»     |
| «Динамо» | 0:3 (24:26, 21:25, 21:25)               | «Локомотив» |

### Матч за 3-е место
27 декабря
| «Искра» | 0:3 (18:25, 15:25, 19:25) | «Динамо» |

### Финал
| 27 декабря | \| «Зенит» \| 3:2 \| «Локомотив» \| \| Ллой Болл (3) Николай Апаликов (10) Максим Пантелеймоненко (26) Сергей Тетюхин (17) Клейтон Стэнли (8) Александр Абросимов (14) Алексей Вербов (л) Владислав Бабичев (0) Денис Гаркушенко (0) Александр Богомолов (0) Алексей Черемисин (13) \| Голы \| Дэвид Ли (10) Николай Павлов (13) Алексей Казаков (5) Рид Придди (16) Александр Бутько (3) Николай Леоненко (24) Алексей Липезин (л) Валерий Комаров (л) Роман Данилов (4) Александр Корнеев (0) Константин Лесик (0) \| | Калининград СКК «Янтарный» Зрителей: 4 000 |
| Счёт по партиям — 21:25, 23:25, 25:15, 30:28, 15:9. Время матча — 2 часа 10 минут. | | |
| СМИ: Волейбольный Кубок России возвращается в Казань // Чемпионат.ру | | |
| «Зенит» | 3:2 | «Локомотив» |
| Ллой Болл (3) Николай Апаликов (10) Максим Пантелеймоненко (26) Сергей Тетюхин (17) Клейтон Стэнли (8) Александр Абросимов (14) Алексей Вербов (л) Владислав Бабичев (0) Денис Гаркушенко (0) Александр Богомолов (0) Алексей Черемисин (13) | Голы | Дэвид Ли (10) Николай Павлов (13) Алексей Казаков (5) Рид Придди (16) Александр Бутько (3) Николай Леоненко (24) Алексей Липезин (л) Валерий Комаров (л) Роман Данилов (4) Александр Корнеев (0) Константин Лесик (0) |

### Индивидуальные призы
- MVP — Сергей Тетюхин
- Лучший связующий — Ллой Болл
- Лучший подающий — Николай Павлов
- Лучший блокирующий — Дэвид Ли
- Лучший нападающий — Максим Пантелеймоненко
- Лучший либеро — Валерий Комаров